# Dystrykt Maseru
Dystrykt Maseru – jest jednym z 10 dystryktów w Lesotho.